# Городня (Ичнянский район)
Горо́дня (укр. Городня) — село,
Ичнянская городская община, Прилукский район
Черниговская область,
Украина.
Код КОАТУУ — 7421783201. Население по переписи 2001 года составляло 448 человек .

## Географическое положение
Расположено на реке Гмырянка (Городня). Ниже по течению на расстоянии в 1 км расположено село Однольков.

## История
- На территории села Городня сохранились остатки городища периода Киевской Руси (IX—XIII вв.).
- 1600 год — дата основания.

## Экономика
- «Городнянский», сельскохозяйственный кооператив.

## Объекты социальной сферы
- Школа I-II ст.
- Детский сад.
- Дом культуры.
- Фельдшерско-акушерский пункт.

## Достопримечательности
- Братская могила советских воинов.